# Tranosema carbonellum
Tranosema carbonellum är en stekelart som först beskrevs av Thomson 1887.  Tranosema carbonellum ingår i släktet Tranosema och familjen brokparasitsteklar. Inga underarter finns listade i Catalogue of Life.